# گوتز اشپیلمن
گوتز اشپیلمن (انگلیسی: Götz Spielmann؛ زادهٔ ۱۱ ژانویهٔ ۱۹۶۱) یک کارگردان و فیلم‌نامه‌نویس اهل اتریش است.

## زندگی‌نامه
اشپیلمن در شهر ولس به دنیا آمد و در وین بزرگ شد. پس از دبیرستان، او چندین ماه در پاریس زندگی می‌کرد. از سال ۱۹۸۰ تا ۱۹۸۷ او در زمینه فیلم برداری و فیلم‌نامه‌نویسی در دانشگاه موسیقی و هنرهای نمایشی وین مشغول به تحصیل بود. در آکادمی فیلم وین، هارالد زاوسنک و اکسل کورت از استادان او بودند.
پس از ساخت چند فیلم کوتاه، اشپیلمن اولین موفقیتش را با فیلم اروین و جولیا به دست آورد. فیلم همسایه (Der Nachbar) او توانست جایزه جشنواره فیلم وین را ازآن خود کند.
در سال ۲۰۰۹ فیلم انتقام او نامزد جایزه اسکار بهترین فیلم خارجی‌زبان شد.

## فیلم شناسی
- ۱۹۹۰: اروین و جولیا - Erwin und Julia
- ۱۹۹۳: همسایه - Der Nachbar
- ۲۰۰۱: بازی در سپیده دم - Spiel im Morgengrauen
- ۲۰۰۴: قلب عقرب - Antares
- ۲۰۰۸: انتقام - Revanche
- ۲۰۱۳: اکتبر نوامبر - October November